# 3792 Preston
3792 Preston је астероид главног астероидног појаса са средњом удаљеношћу од Сунца која износи 2,291 астрономских јединица (АЈ).
Апсолутна магнитуда астероида је 13,4.